# Brenda Helser
Brenda Mersereau Helser, później de Morelos (ur. 26 maja 1924 w San Francisco, zm. 26 marca 2001) – amerykańska pływaczka. Złota medalistka olimpijska z Londynu.
Zawody w 1948 były jej jedynymi igrzyskami olimpijskimi. Medal zdobyła w sztafecie w stylu dowolnym. Partnerowały jej Thelma Kalama, Marie Corridon i Ann Curtis.